# 阿尔赛-阿尔萨贝埃蒂-叙纳雷特
阿尔赛-阿尔萨贝埃蒂-叙纳雷特（法語：Alçay-Alçabéhéty-Sunharette，法語發音：[alsaj alsabe.eti synaʁɛt]）是法国大西洋比利牛斯省的一个市镇，位于该省南部，属于奥洛龙-圣玛丽区。该市镇于1833年由原市镇阿尔赛（Alçay）、阿尔萨贝埃蒂（Alçabéhéty）和叙纳雷特（Sunharette）合并而成。

## 地理
阿尔赛-阿尔萨贝埃蒂-叙纳雷特（43°5'42"N, 0°54'32"W）面积34.4 平方千米，位于法国新阿基坦大区大西洋比利牛斯省，该省份为法国东南部省份，涵盖了贝阿恩与北巴斯克，西临大西洋比斯開灣，北至朗德省，东北接热尔省，东临上比利牛斯省，南与西班牙接壤。

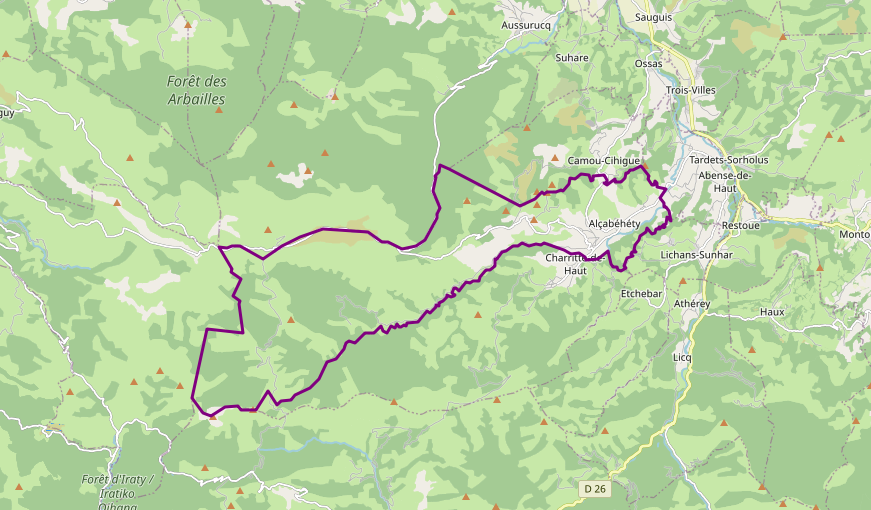
阿尔赛-阿尔萨贝埃蒂-叙纳雷特的OSM定位图

与阿尔赛-阿尔萨贝埃蒂-叙纳雷特接壤的市镇（或旧市镇、城区）包括：阿洛斯-锡巴斯-阿邦斯、欧叙吕克、卡穆-锡伊格、拉卡里-阿朗-上沙里特、拉罗、利尚斯-叙纳尔、芒迪沃、贝奥尔莱吉。
阿尔赛-阿尔萨贝埃蒂-叙纳雷特的时区为UTC+01:00、UTC+02:00（夏令时）。

## 行政
阿尔赛-阿尔萨贝埃蒂-叙纳雷特的邮政编码为64470，INSEE市镇编码为64015。

## 政治
阿尔赛-阿尔萨贝埃蒂-叙纳雷特所属的省级选区为巴斯克山地县。

## 人口
阿尔赛-阿尔萨贝埃蒂-叙纳雷特于2022年1月1日时的人口数量为207人。

1962-2008年间阿尔赛-阿尔萨贝埃蒂-叙纳雷特人口变化图示